# Przegroda przezroczysta

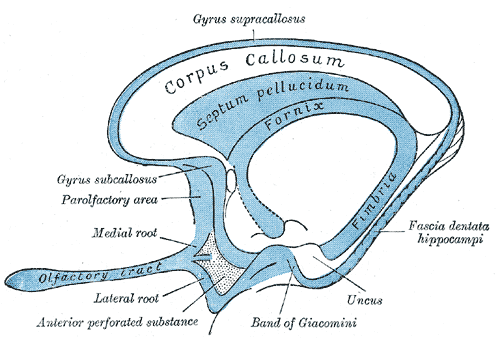
Schematyczne przedstawienie węchomózgowia. Przegroda przezroczysta podpisana Septum pellucidum.

Przegroda przezroczysta (łac. septum pellucidum) – struktura mózgowia oddzielająca rogi przednie komór bocznych mózgu. Utworzona jest przez dwie blaszki (laminae septi pellucidi) zbudowane z istoty szarej i białej, między którymi może znajdować się wąska jama przegrody przezroczystej wypełniona płynem, niemającym jednak łączności z układem komorowym mózgowia. Od góry, dołu i od przodu sąsiaduje z ciałem modzelowatym, natomiast od dołu i do tyłu od przegrody przezroczystej znajduje się sklepienie.

## Połączenia
Najważniejsze połączenia przegrody:
- hipokamp
- ciało migdałowate
- jądro półleżące

## Patologie i warianty normy
- jama przegrody przezroczystej jest zjawiskiem fizjologicznym w czasie rozwoju mózgu, i dotyczy około 80% wcześniaków i 20% noworodków urodzonych o czasie, przeważnie jest bezobjawowa klinicznie. Postulowano związek obecności jamy przegrody przezroczystej z częstszym występowaniem schizofrenii[2].
- torbiele pourazowe przegrody przezroczystej, których częstość u zawodowych bokserów oceniono na 21%[3].
- agenezja przegrody przezroczystej jest skojarzona z jednostką chorobową – zespołem de Morsiera i w części przypadków jest związana z mutacją w genie HESX1 na chromosomie 3.

## Uszkodzenie przegrody
- nasila wrażliwość na bodźce otoczenia (uszkodzenie ośrodka hamującego strach)
- sporadycznie nasila agresję[potrzebny przypis]
- może doprowadzić do amnezji (choć nie jest to potwierdzone)[4].